# Mohamed Konaté (football, 1997)
Pour les articles homonymes, voir Mohamed Konaté et Konaté.
Mohamed Konaté, né le 12 décembre 1997 à Odienné en Côte d'Ivoire, est un footballeur international burkinabé, qui possède aussi les nationalités ivoirienne et russe. Il joue au poste d'avant-centre à l'Akhmat Grozny.

## Biographie

### En club
Mohamed Konaté joue pour le club ivoirien de l'AS Denguelé, avant de faire ses débuts professionnels sous les couleurs du club moldave du FC Saxan.
Le 31 août 2016, Mohamed Konaté rejoint le club russe du FK Oural Iekaterinbourg. Il dispute son premier match en championnat de Russie le 17 septembre 2016 contre l'Anji Makhatchkala, en remplaçant Giorgi Chanturia après l'heure de jeu. Après seulement cinq matchs disputés dont un but en Coupe de Russie face au FK Tcheliabinsk, il quitte le club en février 2017, en quête de plus de temps de jeu.
Il rallie ensuite le club letton du SK Babīte, et marque un but lors de son premier match, avant l'exclusion du club du championnat de Lettonie pour matchs truqués.
En juillet 2017, il rejoint l'équipe réserve du club kazakh du Kaïrat Almaty jusqu'à la fin de la saison.
En 2018, il s'engage en faveur du FK Homiel en Biélorussie.
En juillet 2018, Konaté rejoint le club arménien du Pyunik Erevan, et quitte le club à la fin de la saison.
Il fait alors son retour en Russie en paraphant un contrat en faveur du FK Tambov. Deux mois après son arrivée, il quitte déjà le club pour le FK Khimki.
En 2021, Konaté rejoint l'Akhmat Grozny. En avril 2023, il devient citoyen russe, sa femme et sa fille étant russes, Konaté parlant le russe et vivant en Russie depuis 2019.

### En sélection
Né en Côte d'Ivoire dans une famille originaire du Burkina Faso, il défend les couleurs burkinabè au niveau international.
Mohamed Konaté honore sa première sélection en équipe du Burkina Faso le 9 octobre 2020 face à la RD Congo en amical. Il dispute son premier match officiel le 12 novembre 2020 contre le Malawi en qualifications à la CAN 2021.
Il marque son premier but le 2 septembre 2021 contre le Niger en qualifications à la Coupe du monde 2022.
Konaté est sélectionné pour participer à la CAN 2021. Il entre en jeu lors de cinq matchs au cours de la compétition, transformant notamment son tir au but lors du huitième de finale remporté face au Gabon.
Il participe aussi à la CAN 2023. Il est titulaire à la pointe de l'attaque burkinabè à trois reprises, inscrivant notamment un but en poules face à l'Algérie.